# Familia (Six Feet Under)
"Familia" es el cuarto episodio de la primera temporada de la serie de televisión dramática estadounidense Six Feet Under. El episodio fue escrito por el productor Laurence Andries y dirigido por Lisa Cholodenko. Se emitió originalmente en HBO el 24 de junio de 2001.
La serie está ambientada en Los Ángeles y retrata la vida de la familia Fisher, que dirige una funeraria, junto con sus amigos y amantes. Explora los conflictos que surgen después de que el patriarca de la familia, Nathaniel, muere en un accidente automovilístico. En este episodio, David es cuestionado por su relación con Keith, mientras que la investigación del incendio consume a la familia.
Según Nielsen Media Research, el episodio fue visto por un estimado de 5,68 millones de espectadores en hogares y obtuvo una calificación de hogares de Nielsen de 3,5, convirtiéndolo en el episodio más visto de la serie hasta ese momento. El episodio recibió críticas generalmente positivas de los críticos, quienes elogiaron el humor y las actuaciones, particularmente de Michael C. Hall.

## Trama
Por la noche, un pandillero, Manuel "Paco" Bolin (Jacob Vargas) tiene una conversación con su novia antes de salir de su auto para hacer una llamada telefónica. Como su contacto solo lo envía al buzón de voz, encuentra a tres pandilleros acercándose a él con un arma. El contacto contesta el teléfono, pero los matones cuelgan el teléfono y ejecutan a Paco. Huyen del lugar mientras su novia observa horrorizada.
Nate (Peter Krause) y Brenda (Rachel Griffiths) son interrogados sobre el incendio en la propiedad de Kroehner, pero afirman que no tienen ninguna participación. Sin embargo, Nate y David (Michael C. Hall) sospechan que Claire (Lauren Ambrose) está involucrada. También reciben a la familia de Paco para los gastos del funeral, que no pueden pagar. Sin embargo, el amigo de la pandilla de Paco, Powerful, se ofrece a ayudarlos, por lo que David consigue que Federico (Freddy Rodríguez) ayude a Powerful y la familia de Paco acepten los mismos términos. Nate lleva a Brenda a su casa para que conozca a su familia, pero ellos aprovechan la oportunidad para que Nate pueda practicarle sexo oral a Brenda. Sin embargo, Ruth (Frances Conroy) entra y queda sorprendida por la escena.
David y Keith (Mathew St. Patrick) van de compras, donde un conductor enojado se burla de su homosexualidad, lo que lleva a Keith a amenazar al hombre con su placa y su arma. David no está contento con el comportamiento de Keith, lo que provoca fricciones en su relación. Mientras David expresa su confusión por las acciones de Keith, tiene conversaciones imaginarias con el cadáver de Paco, quien quiere que deje de sentirse como un extraño y acepte quién es. Esto inspira a David a informar a Gilardi que Fisher & Sons no está a la venta, poniendo fin a su oferta. Nate y David también convencen a Ruth de prestarles $93,000 para hacer renovaciones en el negocio, prometiéndole un papel como asesora financiera.
El funeral se desarrolla bajo la supervisión de los padres de Paco y Powerful. El servicio inspira a David a disculparse con Keith por no defenderse, lo que luego demuestra cuando van a jugar a los bolos. Más tarde, Nate llega a la casa de Brenda, donde ella ha preparado una velada romántica. Cuando comienzan a besarse, Nate comienza a notar los objetos de Brenda y sus conversaciones anteriores, y se pregunta si ella estuvo involucrada en el incendio. En casa, Ruth le pregunta a Claire si ella provocó el incendio, lo que ella niega. Su declaración es suficiente para Ruth.

## Producción

### Desarrollo
El episodio fue escrito por el productor Laurence Andries y dirigido por Lisa Cholodenko. Este fue el primer crédito como guionista de Andries, y el primer crédito como director de Cholodenko.

## Recepción

### Audiencia
En su emisión original en Estados Unidos, "Familia" fue vista por un estimado de 5,68 millones de espectadores en hogares, con un rating de 3,5 en hogares. Esto significa que fue visto por el 3,5% de los hogares estimados del país, y fue visto por 3,62 millones de hogares.  Esto representó un aumento del 36% en la audiencia con respecto al episodio anterior, que fue visto por 4,16 millones de espectadores en hogares con una calificación de 2,8 en hogares. 

### Reseñas críticas
"Familia" recibió críticas generalmente positivas de los críticos. John Teti, de The AV Club, escribió: "Es la calma racional de la diatriba de David lo que atrapa a Gilardi. David no está arrojando cosas. No está gritando. Está haciendo negocios. "No estoy diciendo que nadie vaya a morir. Hay tragedias mucho peores que la muerte. ¿Realmente vale la pena el problema, Sr. Gilardi?". ¿Problema resuelto? No del todo. Esto no es un cuento de hadas. Pero David Fisher no es el maricón de nadie".
Entertainment Weekly le dio al episodio una calificación de "B-", y escribió: "El episodio plantea un punto efectivo sobre el prejuicio (David no se da cuenta de que Rico es puertorriqueño, no mexicano) antes de volverse sensiblero con una resolución simplista del tipo "unamos todos nuestras manos".  Mark Zimmer de Digitally Obsessed le dio al episodio una calificación de 4.5 sobre 5, escribiendo "Muy entretenido y un ganador de un episodio que toca temas serios sin ser aburrido". 
TV Tome le dio al episodio una calificación de 7 sobre 10 y escribió: "No es necesariamente genial, pero está lejos de ser mediocre y es mucho mejor que el episodio "normal" promedio de cualquier otra serie".  Billie Doux de Doux Reviews le dio al episodio 2 de 4 estrellas y escribió: "Esa escena final con el círculo de oración, y la forma en que la pandilla y la familia incluyeron a los Fisher, fue simplemente encantadora. Y confirmó que Nate tenía razón. El toque personal es su forma de combatir a Kroehner".  Television Without Pity le dio al episodio una calificación de "B". 
En 2016, Ross Bonaime de Paste lo clasificó en el puesto 29 en su ranking de episodios de la serie y escribió: "En "Familia", se decide que Fisher & Sons no venderá su negocio a una empresa más grande; seguirán dándole a sus clientes un "toque personal". El episodio en sí también trabaja para darle a muchos de sus personajes un toque personal más profundo, a medida que surgen detalles que tendrán una importancia duradera a lo largo de la serie. Vemos que hay un miedo muy real que tiene David sobre ocultar su sexualidad, Brenda está tratando continuamente de encontrar su lugar entre la familia Fisher y Federico intenta convertirse en parte del negocio de una manera que tendrá un impacto serio. Después de la trifecta de episodios que comenzaron la serie, "Familia" se toma su tiempo para construir estos personajes que ha presentado, y lo hace con una previsión que establece estos arcos para los años venideros".